# Megalonema platanum
El pati bastardo (Megalonema platanum) o bagre mal anuncio es una especie de pez de la familia Pimelodidae en el orden de los Siluriformes.

## Morfología
Los machos pueden llegar alcanzar los 40 cm de longitud total y 387 g de peso. Según los pescadores que los atrapan dicen que si atrapas uno de estos durante una pesca, la jornada va a ser mala, de hay su nombre mal anuncio.

## Hábitat
Es un pez de agua dulce. y de clima subtropical.

## Distribución geográfica
Se encuentran en Sudamérica:  cuenca del río Paraná.